# زاوية نآيت لحسن ابراهيم (ماوت)
زاوية نآيت لحسن إبراهيم هو دُوَّار يقع بجماعة لمهارة، إقليم تارودانت، جهة سوس ماسة في المملكة المغربية. ينتمي الدوّار لمشيخة ماوت التي تضم 27 دوار. يقدر عدد سكانه بـ 290 نسمة حسب الإحصاء الرسمي للسكان والسكنى لسنة 2004.

## روابط خارجية
- البوابة الوطنية للجماعات الترابية نسخة محفوظة 12 مارس 2018 على موقع واي باك مشين.
- المندوبية السامية للتخطيط